# Haruka Ayase
Haruka Ayase (綾瀬はるか?, Ayase Haruka, all'anagrafe Aya Tademaru 蓼丸綾?, Tademaru Aya; Hiroshima, 24 marzo 1985) è un'attrice, cantante, modella e gravure idol giapponese.

## Biografia
Debuttò nel 2002, con il film a episodi Jam Films. Il suo pseudonimo fu scelto dai suoi fans, per mezzo di un sondaggio. Nel 2004 la Ayase interpretò il ruolo di Hirose Aki in undici episodi del dorama Crying Out Love, in the Center of the World, per il quale vinse il Television Drama Academy Awards come miglior attrice non protagonista. Successivamente partecipò ad altri dorama, divenendo una delle attrici televisive più amate e vincendo altri tre premi. Sempre nel 2004 fu la doppiatrice giapponese del personaggio di Violetta Parr nel film d'animazione Gli Incredibili - Una "normale" famiglia di supereroi.
Nel 2006 debuttò come cantante, incidendo il singolo Period, seguito da Kōsaten Days e da Hikōkigumo. Nel 2008 ottenne il ruolo della protagonista femminile in Cyborg Girl, per il quale vinse il premio come miglior attrice ai Nikkan Sports Film Award, premio vinto anche per le sue interpretazioni nel dramma d'azione Ichi e nella commedia Happy Flight. La Ayase è apparsa anche in molti spot pubblicitari ed è la testimonial giapponese di Pantene e Max Factor.

## Filmografia

### Cinema
- Jam Films, regia di Daizaburo Hanada, Jôji Iida, Shunji Iwai, Ryûhei Kitamura, Rokuro Mochizuki, Tetsuo Shinohara, Yukihiko Tsutsumi e Isao Yukisada (2002) (segmento "Justice")
- Amemasu no kawa, regia di Itsumichi Isomura (2004)
- Jam Films S, regia di Masakazu Abe, Masaki Hamamoto, Ryuichi Takatsu e Ryo Tejima (2005)
- Sengoku jieitai 1549, regia di Masaaki Tezuka (2005)
- Hero, regia di Masayuki Suzuki (2007)
- Boku no kanojo wa saibôgu, regia di Jae-young Kwak (2008)
- Za majikku awâ, regia di Kôki Mitani (2008)
- Ichi, regia di Fumihiko Sori (2008)
- Happy Flight, regia di Shinobu Yaguchi (2008)
- Oppai barê, regia di Eiichirô Hasumi (2009)
- Rookies: Sotsugyô, regia di Yûichirô Hirakawa (2009)
- Hottarake no shima - Haruka to maho no kagami, regia di Shinsuke Sato (2009)
- The Incite Mill (Inshite miru: 7-kakan no desu gêmu), regia di Hideo Nakata (2010)
- Purinsesu Toyotomi, regia di Masayuki Suzuki (2011)
- Hotaru no hikari, regia di Hiroshi Yoshino (2012)
- Anata e, regia di Yasuo Furuhata (2012)
- Himitsu no Akko-chan, regia di Yasuhiro Kawamura (2012)
- Real: Kanzen naru kubinagaryū no hi (Riaru: Kanzen naru kubinagaryû no hi), regia di Kiyoshi Kurosawa (2013)
- Bannou kanteishi Q: Mona Riza no hitomi, regia di Shinsuke Sato (2014)
- Little Sister (Umimachi Diary), regia di Hirokazu Koreeda (2015)
- Uwakizuma: Shinshitsu no nozoki ana, regia di Yumi Yoshiyuki (2015)
- Gyarakushî kaidou, regia di Kôki Mitani (2015)
- Kôdaike no hitobito, regia di Masato Hijikata (2016)
- Kaizoku to yobareta otoko, regia di Takashi Yamazaki (2016)
- Honnouji hoteru, regia di Masayuki Suzuki (2017)
- Sun-dome Snack: Mesu sakaba, regia di Kazuyoshi Sekine (2017)
- Kon'ya, romansu gekijô de, regia di Hideki Takeuchi (2018)

### Televisione
- Black Jack ni yoroshiku (2003)
- Kôfuku no ôji (2003)
- Boku no ikiru michi (2003)
- Fuyuzora ni tsuki wa kagayaku (2004)
- Honto ni atta kowai hanashi – serie TV, episodi 1x6 (2004)
- Sekai no chûshin de, ai wo sakebu – serie TV, 11 episodi (2004)
- Sore wa, totsuzen, arashi no you ni... (2004)
- Aikurushii – serie TV, 11 episodi (2005)
- Byakuyakô (2006)
- Tatta hitotsu no koi (2006)
- Satomi Hakkenden (2006)
- Shika otoko aoniyoshi (2008)
- Rookies – serie TV, episodi 1x1 (2008)
- Kurobe no Taiyou (2009)
- Mr. Brain – serie TV, 8 episodi (2009)
- Hotaru no hikari – serie TV, 22 episodi (2007-2010)
- Jin – serie TV, 12 episodi (2009-2011)
- Nankyoku tairiku: Kami no ryouiki ni idonda otoko to inu no monogatari – serie TV, 10 episodi (2011)
- Yae no sakura – serie TV, episodi 1x1 (2013)
- Seirei no moribito – serie TV, 13 episodi (2016-2017)
- Gibo to musume no blues – serie TV (2018)
- Tengoku to jigoku: Psychona futari (天国と地獄 ~サイコな2人～?) – serie TV (2021)
- Motokare no yuigon (元彼の遺言状?) – serie TV (2022)

## Discografia

### Singoli
- Period (ピリオド) (2006)
- Kōsaten Days (交差点days) (2006)
- Hikōkigumo (飛行機雲) (2007)